# 10660 Felixhormuth
10660 Felixhormuth este un asteroid din centura principală, descoperit pe 26 martie 1971, de Cornelis van Houten, Ingrid van Houten și Tom Gehrels.